# Aquismón
Aquismón (del huasteco: Akichmom ‘Manantial de aquiche’) es una población perteneciente al estado de San Luis Potosí en México; se encuentra en la denominada Huasteca Potosina al oriente del estado y es cabecera del municipio homónimo.

## Toponimia
El término Aquismón tiene tres interpretaciones. Se dice que significa "árbol al pie de un pozo" en huasteco. El historiador Salvador Penilla López, interpreta el nombre como  "pozo limpio con la coa"; por su parte el historiador Joaquín Meade, dice que Aquismón significa "lugar de conchas en un pozo". Se presume que estas diversas acepciones que tienen en común la referencia a un pozo, aluden al Sótano de las Golondrinas, cercano a la localidad.

## Geografía
Se encuentra en la ubicación 21°37′59″N 99°1′59″O / 21.63306, -99.03306, a una altitud de 159 m s. n. m. La zona urbana ocupa una superficie de 1.054 km².

## Demografía
Según los datos registrados en el censo de 2020, la población de Aquismón es de 2174 habitantes, lo que representa un crecimiento promedio de 0.22% anual en el período 2010-2020 sobre la base de los 2127 habitantes registrados en el censo anterior. Al año 2020 la densidad poblacional era de 2063 hab/km².
| Gráfica de evolución demográfica de Aquismón entre 2000 y 2020    |
|                                                                   |
| Fuente: Instituto Nacional de Estadística Geografía e Informática |

La población de Aquismón está mayoritariamente alfabetizada, (3.27% de personas mayores de 15 años analfabetas, según relevamiento del año 2020), con un grado de escolaridad en torno a los 10.5 años. El 32.38% de la población se reconoce como indígena. 

El 90.4% de los habitantes de Aquismón profesa la religión católica.
En el año 2010 estaba clasificada como una localidad de grado medio de vulnerabilidad social. Según el relevamiento realizado, 498 personas de 15 años o más no habían completado la educación básica, —carencia conocida como rezago educativo—, y 416 personas no disponían de acceso a la salud.